# Zeteny Jano
Zeteny Jano (Eisenstadt, 13 de marzo de 2005) es un futbolista austríaco que juega de centrocampista en el Grazer AK de la Bundesliga.

## Estadísticas

### Clubes
Actualizado al último partido disputado el 2 de noviembre de 2024.
| Club                      | Div.          | Temporada     | Liga  | Liga  | Liga   | Copas nacionales | Copas nacionales | Copas nacionales | Copas internacionales | Copas internacionales | Copas internacionales | Total | Total | Total  |
| Club                      | Div.          | Temporada     | Part. | Goles | Asist. | Part.            | Goles            | Asist.           | Part.                 | Goles                 | Asist.                | Part. | Goles | Asist. |
| ------------------------- | ------------- | ------------- | ----- | ----- | ------ | ---------------- | ---------------- | ---------------- | --------------------- | --------------------- | --------------------- | ----- | ----- | ------ |
| F. C. Liefering · Austria | 2.ª           | 2021-22       | 7     | 0     | 1      | —                | —                | —                | —                     | —                     | —                     | 7     | 0     | 1      |
| F. C. Liefering · Austria | 2.ª           | 2022-23       | 29    | 4     | 7      | —                | —                | —                | —                     | —                     | —                     | 29    | 4     | 7      |
| F. C. Liefering · Austria | 2.ª           | 2023-24       | 26    | 6     | 3      | —                | —                | —                | —                     | —                     | —                     | 26    | 6     | 3      |
| F. C. Liefering · Austria | 2.ª           | 2024-25       | 10    | 2     | 0      | —                | —                | —                | —                     | —                     | —                     | 10    | 2     | 0      |
| F. C. Liefering · Austria | Total club    | Total club    | 72    | 12    | 11     | 0                | 0                | 0                | 0                     | 0                     | 0                     | 72    | 12    | 11     |
| Total carrera             | Total carrera | Total carrera | 72    | 12    | 11     | 0                | 0                | 0                | 0                     | 0                     | 0                     | 72    | 12    | 11     |